# Pardosa podhorskii
Pardosa podhorskii là một loài nhện trong họ Lycosidae.
Loài này thuộc chi Pardosa. Pardosa podhorskii được Wladislaus Kulczynski miêu tả năm 1907.